# (10390) Lenka
(10390) Lenka – planetoida z pasa głównego asteroid okrążająca Słońce w ciągu 3 lat i 53 dni w średniej odległości 2,14 j.a. Została odkryta 27 sierpnia 1997 roku. Nazwa planetoidy pochodzi od Lenki Šarounovej, czeskiej astronom. Przed nadaniem nazwy planetoida nosiła oznaczenie tymczasowe (10390) 1997 QD1.